# August Sedláček

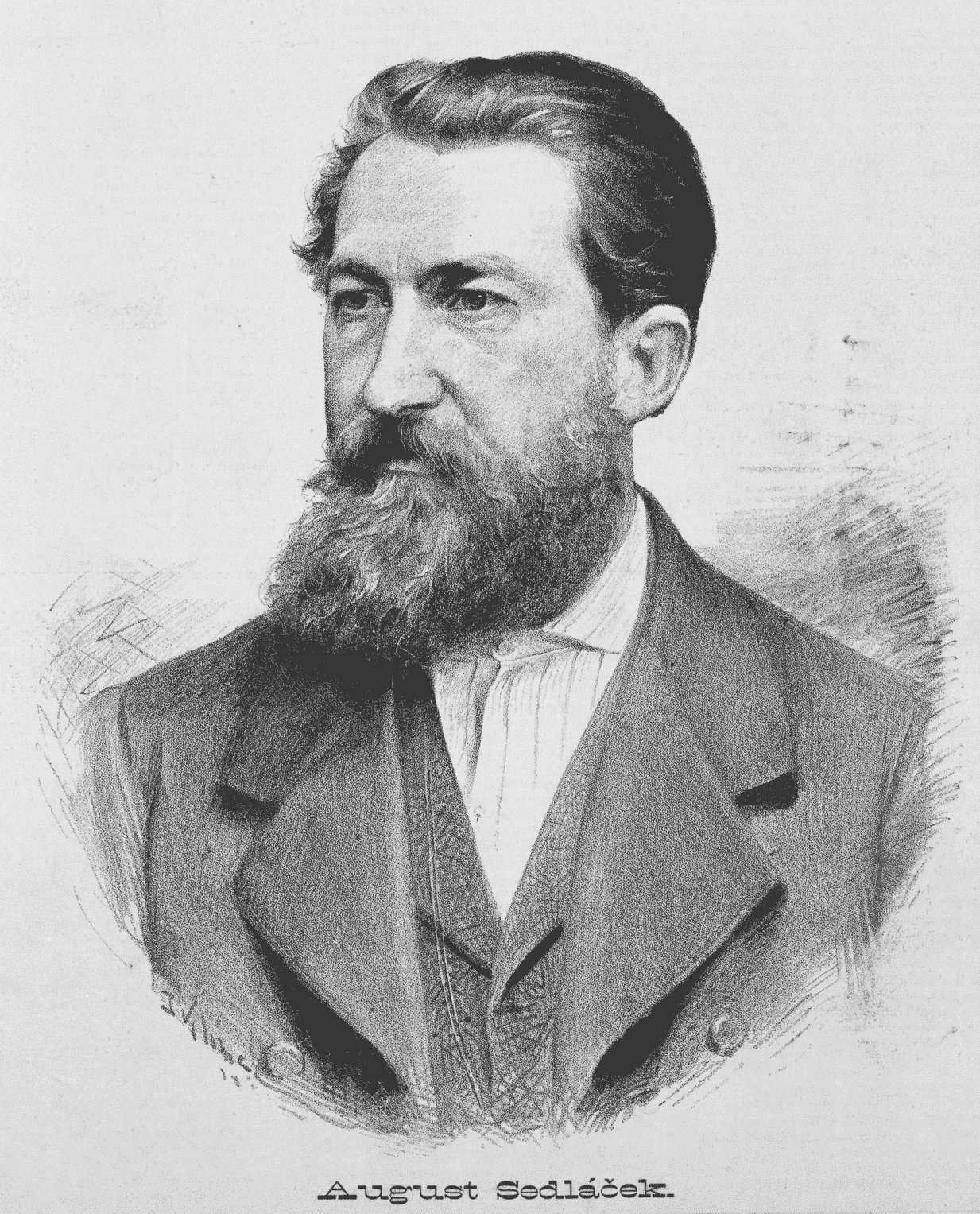
August Sedláček (1882)

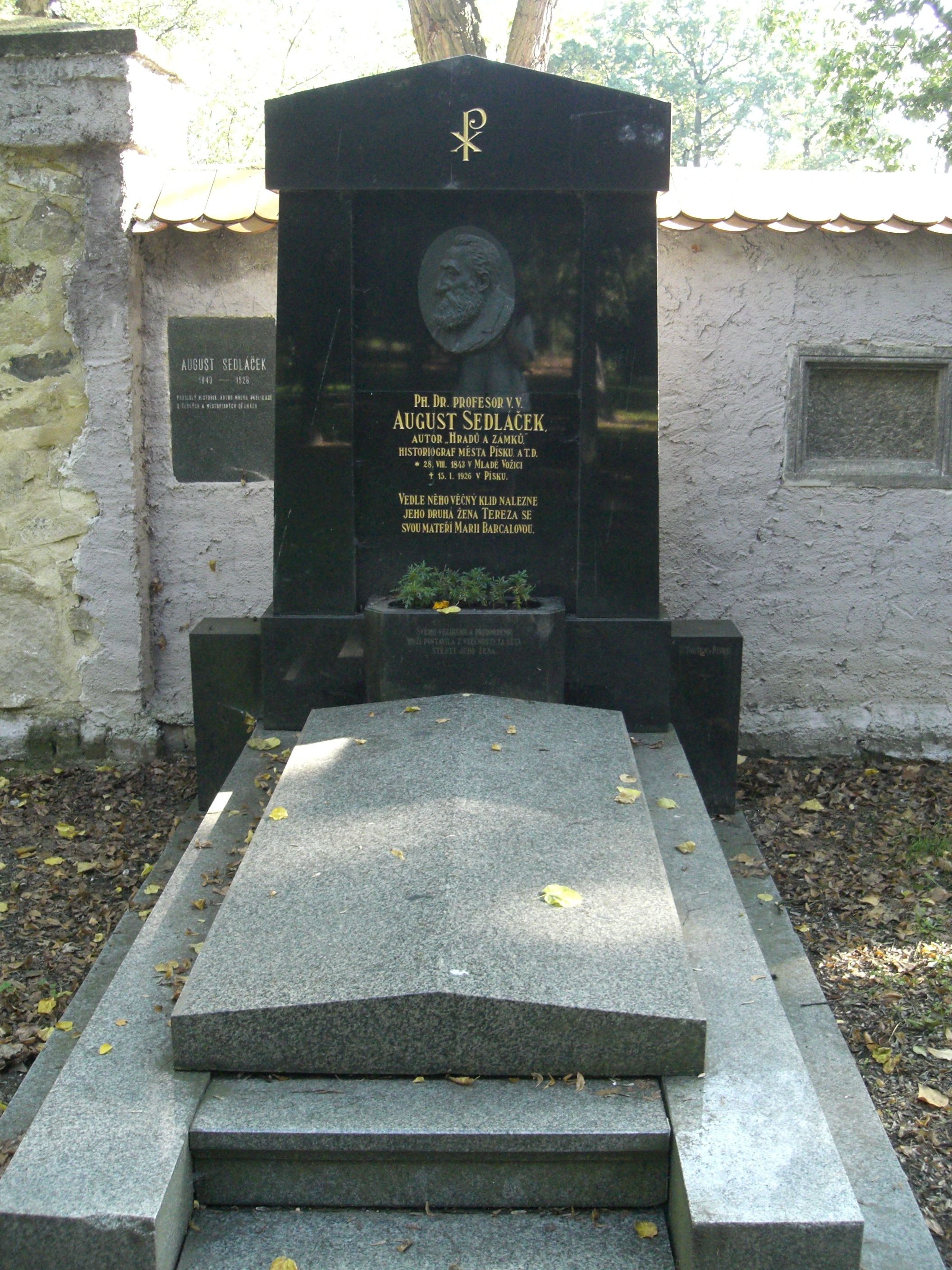
Grab des August Sedláček auf dem Friedhof in Písek

August Sedláček (* 28. August 1843 in Mladá Vožice; † 15. Januar 1926 in Písek) war ein tschechischer Historiker und Burgenforscher.

## Leben
Nach seinem Abitur 1863 in Písek, studierte er von 1863 bis 1867 an der Philosophischen Fakultät der Karls-Universität Prag. Unter anderem besuchte er auch Vorlesungen der Historiker Václav Vladivoj Tomek, Antonín Gindely, Constantin von Höfler sowie der Archäologen Jan Erazim Vocel und des Philologen Jan Kvíčala. Einen großen Einfluss übte auf ihn auch Archivar Josef Emler aus. Nach Beendigung des Studiums war er als Professor für Geschichte sowie von Sprachen wie Latein, Tschechisch und Deutsch bis 1869 in Litomyšl tätig, danach bis 1875 in Rychnov nad Kněžnou und bis 1899 in Tábor. In Rychnov lernte er auch seine Frau Ernestina Havlatová kennen, die er 1871 heiratete. Nach dem Tod seiner Frau arbeitete er seit 1899 als Archivar in Písek. 1922 heiratete er die halb so alte Lehrerin Teraza Bercalová.
Sedláček war ein Naturliebhaber. Im fortgeschrittenen Alter kaufte er sich noch ein Wildgehege um der Natur näher zu sein. Darin pflanzte er seltene Bäume und Blumen. Er war aber auch ein großer Patriot, dem jedes Mal, wenn er die tschechische Hymne hörte, die Tränen in die Augen schossen.

## Werk
Seit seiner Jugend interessierten ihn historische Topographie und Burgenkunde. Das Ergebnis seiner zwanzigjährigen Arbeit veröffentlichte er in dem 15-bändigen Werk Hrady, zámky a tvrze království Českého (Burgen, Schlösser und Vesten des Königreichs Böhmen). In zahlreichen Archiven sammelte er eine große Menge von Material. Als Vorbild diente ihm dabei das romantisch verfasste Werk von Franz Alexander Heber aus der ersten Hälfte des 19. Jahrhunderts. Alleine seine genealogische und topographische Kartothek beinhaltete über 400.000 Blätter. Eine Reihe von Büchern sind als handschriftliche Entwürfe zurückgeblieben. Zahlreiche Beiträge zur Geschichte böhmischer Städte publizierte er in seinem 1.500 Seiten starken Werk Dějiny královského krajského města Písku nad Otavou (Geschichte der königlichen Regierungsbezirksstadt Pisek an der Otava). Das Buch erschien zum 10-jährigen Jubiläum der Gründung der Tschechoslowakei. Für seine Arbeit wurde er zum Ehrendoktor der Karls-Universität ernannt.
Sedláčeks 15-bändige Burgen, Schlösser und Vesten des Königreichs Böhmen gehören bis heute zu den Standardwerken der tschechischen Burgenforschung. Sedláček präsentiert eine Etappe der Burgenforschung, die sich vorrangig und sehr detailliert mit den schriftlichen Quellen befasste. Die folgende Richtung, dargestellt vor allem von Dobroslava Menclová (1904–1978), kennzeichnet sich durch eine kunstgeschichtliche, auf die Bausubstanz der Burgen gezielte Methodik.

## Schriften
- Hrady, zámky a tvrze království Českého I–XV (1882–1927) – (dt. Burgen, Schlösser und Vesten des Königreichs Böhmen). Der letzte Teil enthielt ein komplettes Register des Historikers Josef Vítězslav Šimák und erschien erst nach Sedlačeks Tod. Laut František Kutnar war es eine monumentale Arbeit, „… ein letztes Zeugnis dessen, was in der Wissenschaft die unermüdliche Arbeit eines Einzelnen schaffen kann.“ Das Buch beinhaltet nicht nur die Geschichte von knapp 3.000 Objekten und deren geschichtliche Entwicklung, sondern bietet auch weiteres topographisches, heraldisches und genealogisches Material. Die einzelnen Nachweise sammelte der Autor in Archiven in Wien, Berlin, Dresden, Königsberg, Bautzen, München und Breslau. Das Werk wurde nach 1995 neu aufgelegt. Das Werk wurde 2000 auch auf CD-ROM veröffentlicht.
- Historische Notizen über die Herrschaft Benatek (1882)
- Sbírka pověstí historických lidu českého v Čechách, na Moravě a ve Slezsku (1898)
- Gedanken über den Ursprung des böhmisch-märischen Adels (1890) – (Aus den Sitzungsberichten der königl. böhm. Gesellschaft der Wissenschaften)
- Místopisný slovník historický království Českého (1908) – (dt. Historischer Ortslexikon des Königreichs Böhmen), beinhaltet alle Burgen und Adelssitze, von denen vor 1300 berichtet wurde.
- Českomoravská heraldika (zusammen mit Martin Kolář) I–II (1902–1925) – (dt. Böhmisch-Mährische Heraldik), Fortsetzung des historischen Ortslexikons.
- Dějiny královského krajského města Písku nad Otavou I–III (1911–1913)
- Snůška starých jmen, jak se nazývaly v Čechách řeky, potoky, hory a lesy (1920)
- O starém rozdělení Čech na kraje. (1921) Rozpravy České akademie věd a umění, Kl. I., Nr. 61. Česká akademie věd a umění, Praha, S. 185
- Paměti a doklady o staročeských mírách a váhách. (1923) Rozpravy České akademie věd a umění. Kl. I. Nr. 46., Nákladem České akademie věd a umění, Praha, 1922, S. 498
- Atlasy erbů a pečetí české a moravské středověké šlechty. Bd. 1–5. (Hrsg.) Vladimír Růžek. Academia, Praha, 2001–2003